# La virtù sdraiata
La virtù sdraiata (The Appointment) è un film del 1969 diretto da Sidney Lumet.

## Trama
L'avvocato romano Federico Fendi si innamora di Carla, la fidanzata di un collega e finisce per sposarla. Ben presto ha motivo di ritenere, dai timori del collega, che lei sia segretamente la più costosa ragazza squillo di Roma. Presto il sospetto inizia a tormentarlo e lui comincia a pedinare la moglie.